# Гадсденовский флаг
Гадсде́новский флаг (англ. Gadsden flag) — исторический флаг США и один из символов либертарианства, представляющий собой жёлтое полотно с нанесённым изображением гремучей змеи, свёрнутой в клубок и готовой нанести удар. Под изображением змеи расположена надпись «Не наступай на меня» (англ. Don't tread on me). Флаг был создан Кристофером Гадсденом и позже был назван в честь него.

## Символизм змеи
Полосатые гремучники и ромбические гремучники были распространены в местах расположения тринадцати колоний. Их использование в качестве символа американских колоний может быть прослежено до публикаций Бенджамина Франклина. В 1751 году он упомянул гремучих змей в сатирическом комментарии, опубликованном в Pennsylvania Gazette. Комментарий касался политики отправки Британией заключённых в Америку, на что Франклин предложил поблагодарить британцев, отправив гремучих змей в Англию.

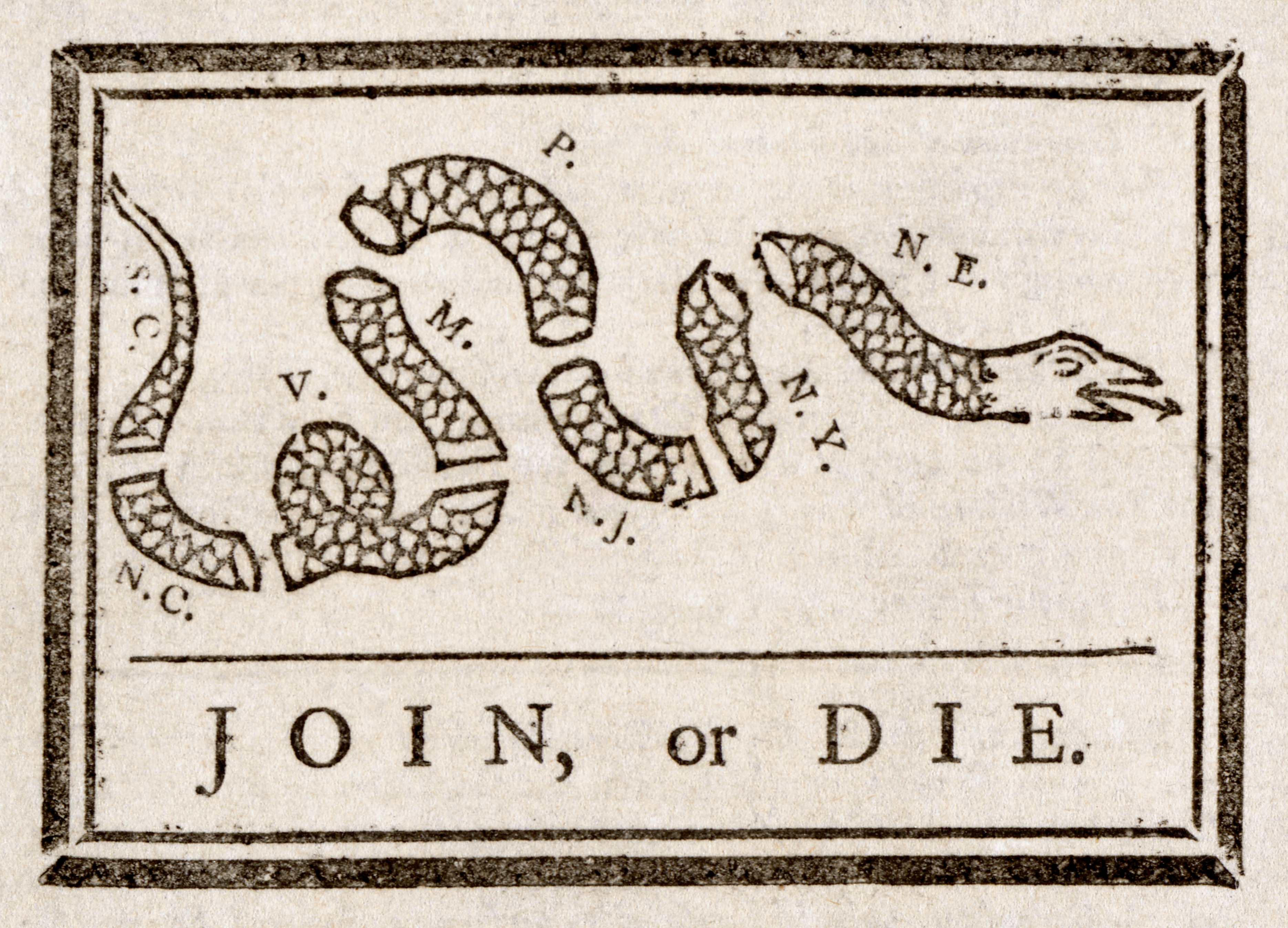
Ксилография Бенджамина Франклина «Объединимся или умрём»

В 1754 году, во время Франко-индейской войны, Франклин опубликовал свою знаменитую ксилографию «Объединимся или умрём», изображающую змею, разделённую на восемь секций. Эта змея олицетворяет собой колонии — с Новой Англией в качестве головы и Южной Каролиной в качестве хвоста, — отражая их порядок вдоль побережья. Это была первая политическая карикатура, опубликованная в американской газете.
Я вспомнил, что её глаза отличались яркостью, как и у любого другого животного, и что у неё нет век, — поэтому её можно считать символом бдительности.
Она никогда не атакует первой и никогда не сдаётся, если вступила в бой; поэтому она является символом великодушия и истинного мужества. Как бы желая предотвратить всякие притязания на ссору с ней, она прячет во рту оружие, которым снабдила её природа, так что для тех, кто не сталкивался с ней, она кажется самым беззащитным животным; и даже когда эти орудия обнажены для защиты, они кажутся хлипкими и ничтожными; но раны, что они оставят, как бы малы они ни были, окончательны и смертельны; сознавая это, она никогда не ранит, пока не предупредит великодушно даже своего врага, и не предупредит об опасности наступить на неё.
Не ошибся ли я, сэр, полагая, что это яркая картина характера и поведения Америки?

В процессе приближения Американской революции змея стала выглядеть более привлекательной в качестве символа колоний. В 1774 году Пол Ревир добавил змею, борющуюся с британским драконом, в заголовок своей статьи в Massachusetts Spy. В декабре 1775 года Бенджамин Франклин под псевдонимом American Guesser опубликовал статью в Pennsylvania Journal, в которой назвал гремучую змею хорошим символом американского духа.

## Гадсденовский флаг

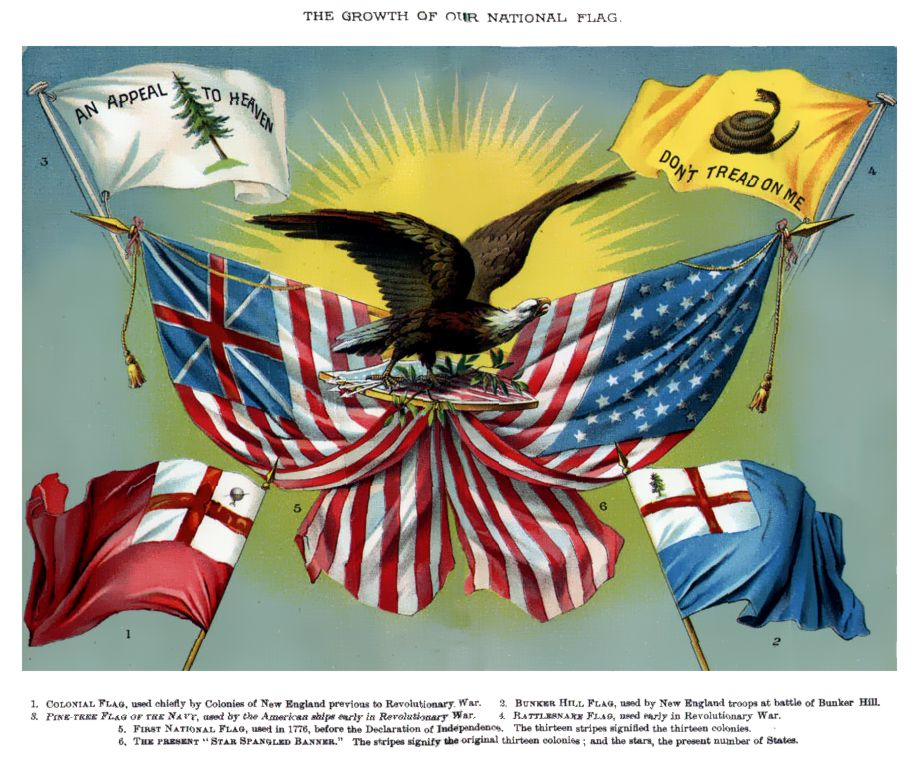
Гадсденовский флаг в учебнике, изданном в 1885 году

13 октября 1775 года были созданы ВМС США для перехвата английских судов, снабжающих английские войска в Америке. Для сопровождения Военно-морского флота на их первой миссии Второй Континентальный конгресс уполномочил собрать пять рот морских пехотинцев. Первые морские пехотинцы поступили на службу в Филадельфии, они несли в руках жёлтые барабаны с изображением свёрнутой в клубок гремучей змеи с погремком, состоящим из тринадцати частей, и надписью «Не наступи на меня» (англ. Don't tread on me), размещённой ниже. Это первое упоминание о символике будущего Гадсденовского флага.
На конгрессе представитель Континентальной армии полковник Кристофер Гадсден представлял свой родной штат Южная Каролина. Он был одним из семи членов Морского комитета, снаряжавшего первую морскую миссию.
Перед началом первой миссии в декабре 1775 года верховный главнокомандующий ВМФ коммодор Есек Хопкинс получил жёлтый флаг с гремучей змеей от Гадсдена для его использования в качестве штандарта флагмана. Флаг был повешен на грот-мачту.
Гадсден также представил копию флага Конгрессу Южной Каролины в Чарльстоне в 1776 году. Запись об этом сохранилась в журнале конгресса Южной Каролины.

## Современное значение

Исторический флаг ВМС США, используется как гюйс

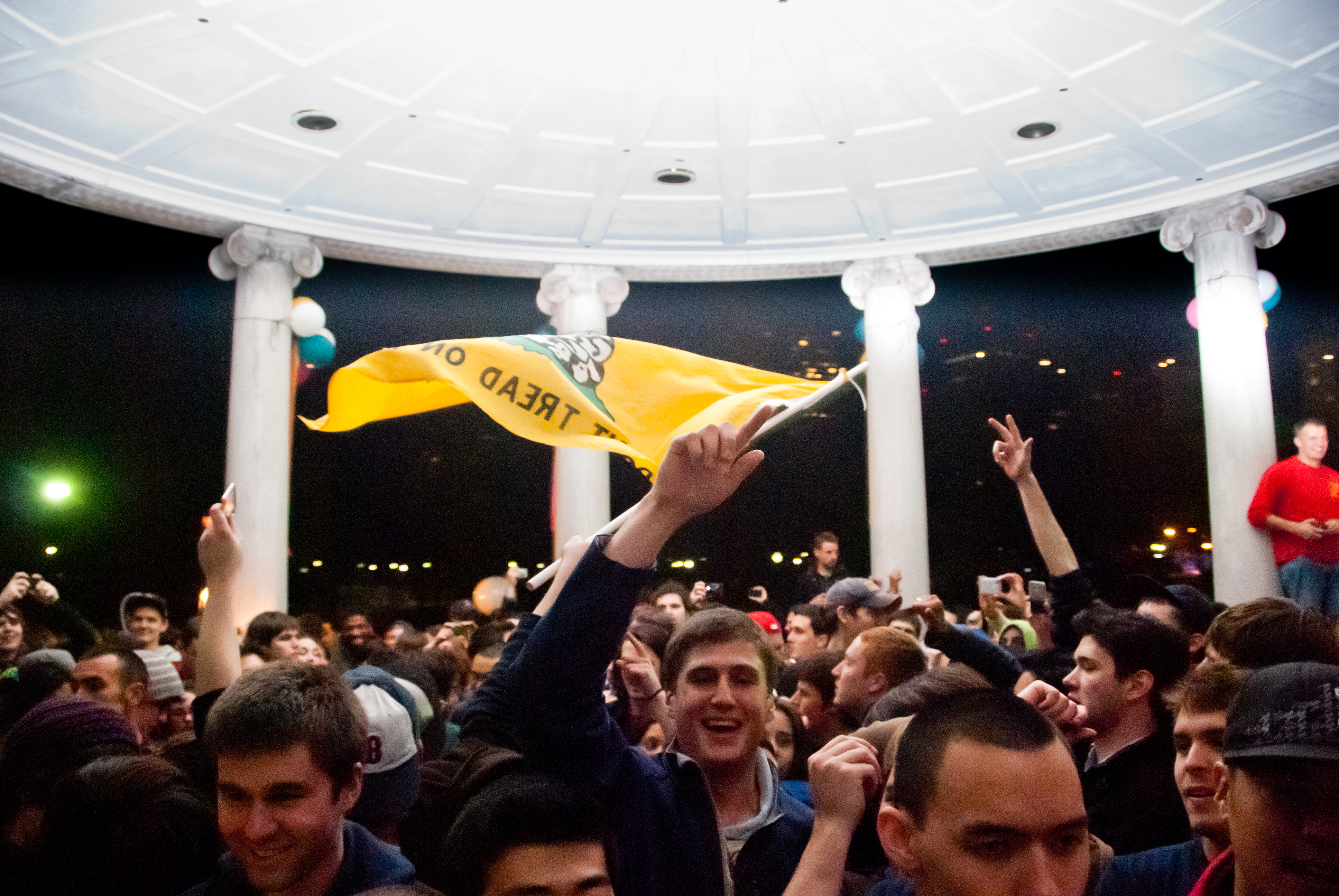
Празднование 2 мая 2011 года смерти Усамы бен Ладена с Гадсденовским флагом

Гадсденовский флаг используется правыми либертарианцами и анархо-капиталистами

Гадсденовский флаг, считающийся одним из первых флагов США, позже был заменён на современный звёздно-полосатый. После революции флаг использовался как символ американского патриотизма, как символ разногласий с властью или как символ поддержки гражданских свобод.
First Navy Jack (с англ. — «первый военно-морской флаг»), непосредственно связанный с Гадсденовским флагом, использовался ВМФ США с самого начала. В 1976 году в двухсотлетие First Navy Jack по приказу ВМФ Naval Jack, официально называемый Union Jack (не путать с флагом Великобритании) был заменён на First Navy Jack. В 1977 году Министр военно-морских сил США распорядился, чтобы судно с самым длительным сроком использования несло First Navy Jack, после списания судна флаг должен быть торжественно передан на следующий корабль с соответствующими почестями. USS Enterprise (CVN-65) стал самым старым действующим кораблем, после списания USS Kitty Hawk (CV-63) 12 мая 2009 года. Энтерпрайз является третьим авианосцем, удостоенным чести использовать First Navy Jack.
Кроме того, в первый День патриота, день памяти погибших в терактах 11 сентября, прошедшего 11 сентября 2001 года, First Navy Jack был поднят на всех действующих военных кораблях и будет оставаться на них до окончания войны против терроризма.
По историческим причинам флаг до сих пор популярен в Чарльстоне — городе, в котором Гадсден впервые представил его и где он широко использовался во время революции.

### В популярной культуре
В классическом научно-фантастическом романе «Чужак в чужой стране» упоминается о змее, которую держат в витрине тату-салона на фоне четырёхцветного изображения с надписью «Не наступи на меня».
Трэш-метал-группа Metallica выпустила песню «Don’t tread on me» на одноимённом с группой альбоме, на обложке которого изображена змея с флага.
Хардкор-группа Cro-Mags выпустила песню «Don’t Tread on Me», которая стала одной из визитных карточек коллектива.
Альт-рок-группа 311 выпустила альбом и песню «Don't Tread on Me».
Пауэр-метал-проект Джона Шаффера Sons of Liberty в альбоме Brush-fires of the Mind выпустил песню «Don’t tread on Me».
Гадсденовский флаг изображён на обложке диска Country Ghetto (2007) американской группы южного рока J.J. Grey & Mofro.
На обложке песни «DON`T TREAD ON ME» исполнителя Lil Darkie изображён изменённый Гадсденовский флаг и написано «Не наступи на меня»[значимость факта?].

### Символ движения чаепития

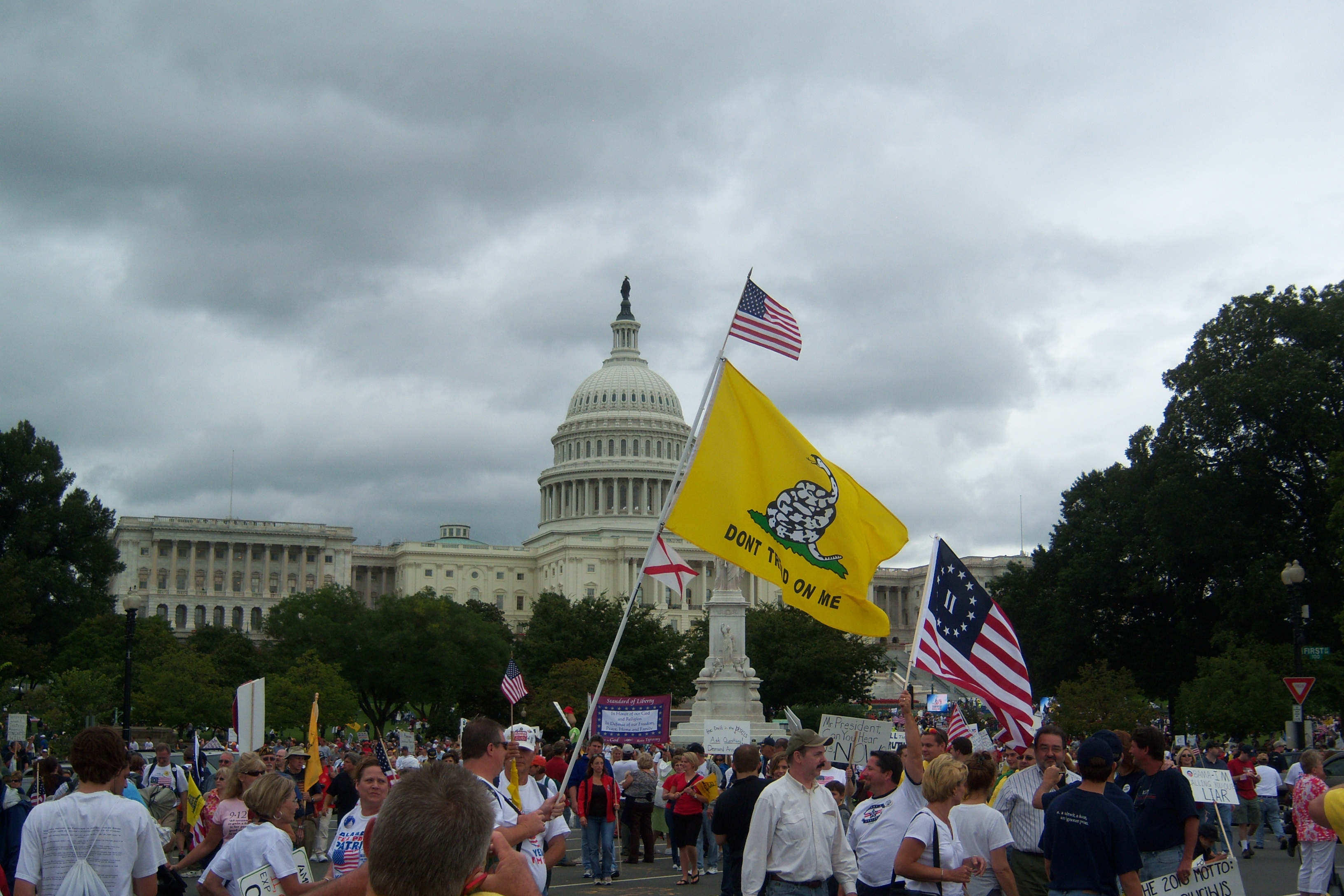
Сторонники движения чаепития с Гадсденовским флагом на Марше на Вашингтон 12 сентября 2009 года

В 2007 году на митингах в поддержку Рона Пола начинает использоваться Гадсденовский флаг, ставший символом движения чаепития. Он служит дополнением к звёздно-полосатому флагу, подчёркивая платформу движения чаепития. Некоторые законодатели называют его политическим символом из-за связи с движением, носящим политический характер.